# Ben E. King
Pour les articles homonymes, voir King.
Ne doit pas être confondu avec B. B. King.
Benjamin Earl Nelson, dit Ben E. King, né le 28 septembre 1938 à Henderson en Caroline du Nord et mort le 30 avril 2015,  à Hackensack dans le New Jersey, est un chanteur de rhythm and blues américain. Membre de plusieurs groupes, il connaît le succès en solo au début des années 1960, grâce notamment à ses tubes Stand by Me et Don't Play That Song.

## Biographie

### Enfance
Benjamin Earl Nelson chante dès son plus jeune âge au sein du chœur de gospel local. Alors qu'il a 9 ans, sa famille déménage pour Harlem à New York où il intègre un groupe de doo-wop appelé The Four B's. Au lycée, manquant l'occasion de rejoindre The Moonglows parce que trop jeune, il connaît de premiers et encourageants succès avec The Five Crowns, groupe qu'il avait rejoint en 1958.
La formation se produit plusieurs fois au mythique Apollo dont un soir en compagnie des Drifters. George Tradwell, manager d'un groupe déprimé depuis qu'il avait perdu son chanteur vedette Clyde McPhatter, est séduit par le talent du jeune Nelson. Il décide alors de balayer les Drifters d'alors (renvoyant les chanteurs) pour les remplacer par les Five Crowns.

### The Drifters
S'ils héritent d'un nom prestigieux, les Five Crowns doivent faire face à la claire hostilité d'un public pas dupe du changement de formation. C'est durant cette même année 1959 qu'ils prennent le temps de travailler en studio, enregistrant notamment There Goes my Baby. Le tube, coécrit par Nelson, permet aux nouveaux Drifters d'enchaîner, la neuve et bonne réputation aidant, les succès : Dance With Me, This Magic Moment, Save the Last Dance for Me, I Count the Tears.
Pour autant, il n'est pas question pour Tradwell de répondre favorablement aux demandes d'augmentation de rémunérations des chanteurs. Ainsi, lorsque Nelson plaide en faveur de salaires et de partages de royalties plus justes, la fin de non recevoir opposée par Tradwell pousse le chanteur à quitter le groupe. C'est le début de la carrière solo.

### Ben E. King
Ce n'est qu'en 1961, alors qu'il signe un contrat solo chez Atlantic, que Benjamin Nelson adopte définitivement le nom de scène de Ben E. King. Il enregistre Spanish Harlem (1961) qui atteint le top 10 des classements de vente Pop et confirme magistralement l'année suivante avec Stand by Me, un tube bientôt classique.
Capitalisant efficacement le succès de ses deux premiers titres solo, Ben E. King enregistre 5 albums entre 1961 (Spanish Harlem) et 1967 (What Is Soul). Le succès va décroissant, le chanteur ne confirmant véritablement ses débuts faute de titres porteurs. De cette ère, la plus productive de la vie du chanteur, trois titres particulièrement marquants sont Don't Play That Song (que reprendra Aretha Franklin), I (who Have nothing) (Donny Hathaway avec Roberta Flack), Amor.

### Après la gloire
En 1970 paraît son 6e LP, Rough Edges. L'échec commercial de l'album marque la mort artistique de Ben E. King, désormais guère populaire. Pourtant, en 1975, John Lennon reprend à son compte Stand By Me, tandis que son interprète original continue à enregistrer des albums dans les années 1970 et 1980. Il retrouvera un succès d'estime avec Super Natural Thing, titre loin de son répertoire surfant surtout sur la vague disco. Le chanteur n'échappe donc pas à cette fin de parcours chaotique qu'ont vécue tant d'artistes soul dont les carrières s'essoufflèrent, la décennie 1960 passée.
En 1982, King partira en tournée avec ses anciens Drifters. En 1986, son Stand by Me renoue avec le succès grâce au film de Rob Reiner du même nom. Le chanteur ne mettra jamais de terme définitif à sa carrière, son dernier LP I've Been Around étant paru en 2006.
L'artiste Sean Kingston a repris la musique de Stand by Me pour en faire une chanson, Beautiful Girl.
Ben E. King meurt le 30 avril 2015. Sa mort ne fut annoncée par son agent que le jour suivant, le 1er mai 2015.
Un hommage lui a été rendu le 17 mai 2015, lors des Billboard Music Awards en présence de sa fille et de sa petite-fille.

## Discographie

### Albums
- 1961 : Spanish Harlem (Atco)
- 1962 : Ben E. king Sings for Soulful Lovers
- 1962 : Don't Play That Song (Don't play it no more)
- 1964 : Young Boy Blues
- 1964 : Ben E. King's Greatest Hits
- 1965 : Seven Letters
- 1967 : What Is Soul
- 1970 : Rough Edges (Maxwell)
- 1972 : The Beginning of It All (Mandala)
- 1975 : Supernatural (Atlantic)
- 1976 : I Had a Love
- 1976 : Rhapsody
- 1977 : Benny and US (avec Average White Band)
- 1978 : Let Me Live in Your Life
- 1980 : Music Trance
- 1981 : Street Tough
- 1987 : Save the Last Dance for Me (EMI / Manhattan)
- 1991 : What's Important to Me (Ichiban)
- 1993 : Shades of Blue (Half Note)
- 1998 : The Very Best of Ben E. King (Atlantic)
- 2003 : Person to Person : Live at the Blue Note (Half Note)
- 2006 : I've Been Around (True Live)

### Singles
- 1960 : How Often /A Help Each Other (with Dee Dee Sharp)
- 1960 : Brace Yourself/Show Me The Way
- 1961 : First Taste of Love/Spanish Harlem

- 1961 : Stand by me/On the horizon
- 1961 : Amor/Souvenir of Mexico
- 1961 : Young Boy Blues/Here Comes The Night
- 1962 : Ecstasy/Yes
- 1962 : Don't Play That Song/Hermit Of Misty Mountain
- 1962 : Too Bad/My Heart Cries For You
- 1962 : I'm Standing By/Walking In The Footsteps Of A Fool
- 1962 : Tell Daddy/Auf Wiedersehen My Dear
- 1963 : How Can I Forget/Gloria Gloria
- 1963 : I (Who Have Nothing)/The Beginning Of Time
- 1963 : I Could Have Danced All Night/Gypsy
- 1964 : What Now My Love/Groovin
- 1964 : That's When It Hurts/Around The Corner
- 1964 : What Can a Man Do ?/Si Senor
- 1964 : It's All Over/Let The Water Run Down
- 1965 : Seven Letters/River Of Tears
- 1965 : The Record (Baby I Love You)/The Way You Shake It
- 1965 : She's Gone Again/Not Now (I'll Tell You When)
- 1965 : Cry No More/There's No Place To Hide
- 1965 : Goodnight My Love/I Can't Break The News To Myself
- 1966 : So Much Love/Don't Drive Me Away
- 1966 : Get In a Hurry/I Swear By Stars Above
- 1966 : They Don't Give Medals to Yesterday's Hereos/What Is Soul?
- 1967 : A Man Without a Dream/Tears, tears, tears
- 1967 : Katherine/Teeny Weeny Little Bit
- 1967 : Don't Take Your Sweet Love Away/She Knows What To Do For Me
- 1968 : We Got a Thing Goin' On/What 'cha Gonna Do About It (with Dee Dee Sharp)
- 1968 : Don't take Your Love from Me/Forgive This Soul
- 1968 : Where's the Girl/It's Amazing
- 1968 : It Ain't Fair/Till I Can't Take It Anymore
- 1969 : Hey Little One/When You Love Someone
- 1970 : I Can't Take It Like a Man
- 1972 : Take Me to the Pilot
- 1972 : Into The Mystic
- 1973 : Spread Myself Around
- 1975 : Supernatural Thing Pt. 1
- 1975 : Do It in the Name of Love
- 1975 : We Got Love
- 1975 : I Hade a Love
- 1976 : I Betcha you Didn't Know
- 1976 : One More Time
- 1977 : Get It Up
- 1977 : A Star in the Ghetto
- 1977 : Fool for You Anyway
- 1978 : I See the Light
- 1978 : Fly Away to My Wonderland
- 1979 : Music Trance
- 1981 : Street Tough
- 1981 : You Made the Difference in My Life
- 1986 : Stand By Me (réédition)
- 1987 : Spanish Harlem (réédition)
- 1987 : Save the Last Dance for Me (ré-enregistré)
- 1991 : What's Important to Me
- 1992 : You've Got All of Me
- 1992 : You Still Move Me
- 1997 : 4th of July